# Temporada 2021 de TCR Australia Touring Car Series

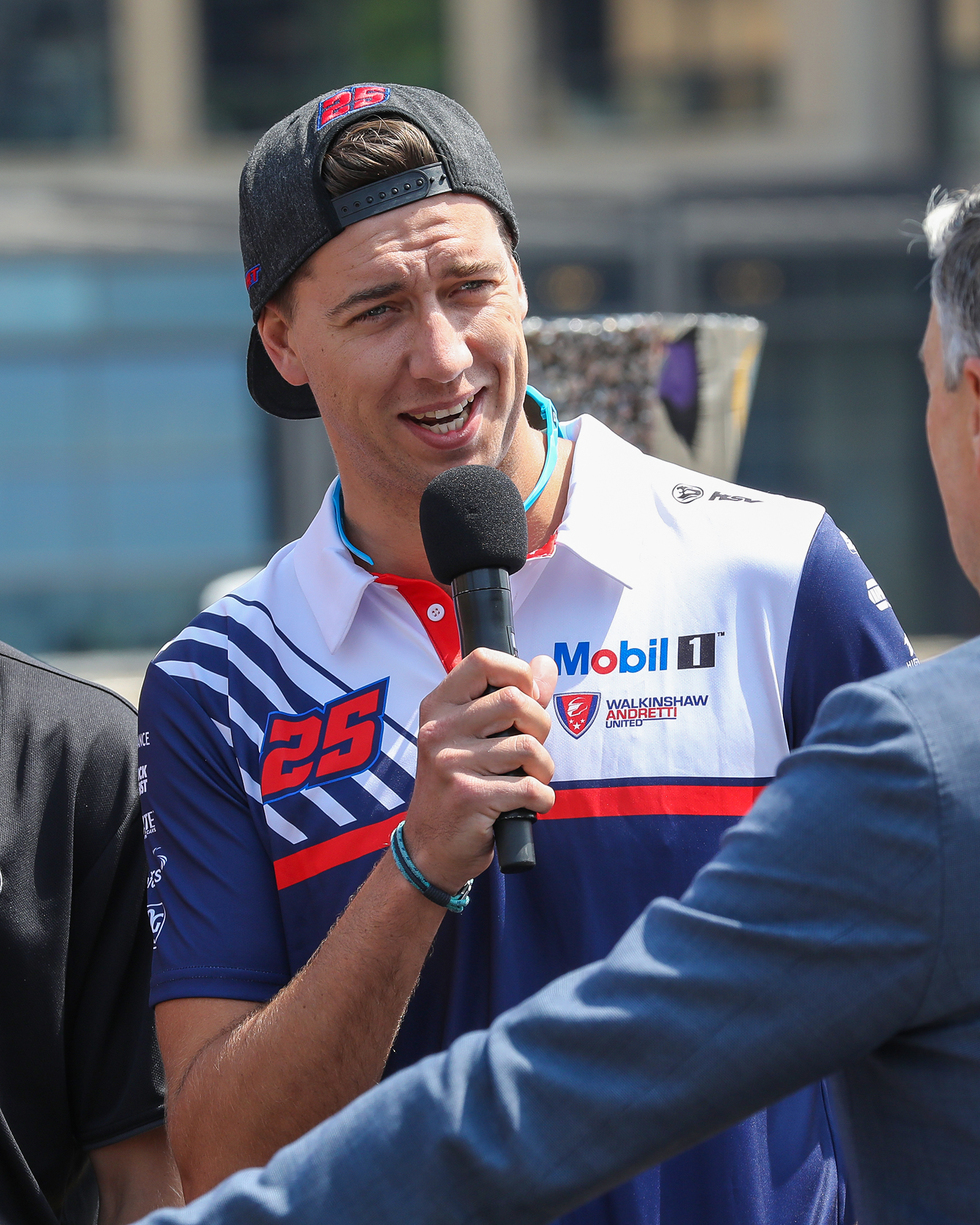
Chaz Mostert ganó su primer campeonato TCR.

La temporada 2021 de TCR Australia Touring Car Series (conocida por motivos de patrocinio como 2021 Supercheap Auto TCR Australia Series) fue una competición de deporte motor en Australia de concepto TCR. Fue la segunda del TCR Australia Touring Car Series.
El campeón fue Chaz Mostert quien pilotó un Audi RS3 LMS TCR (2017).

## Equipos y pilotos

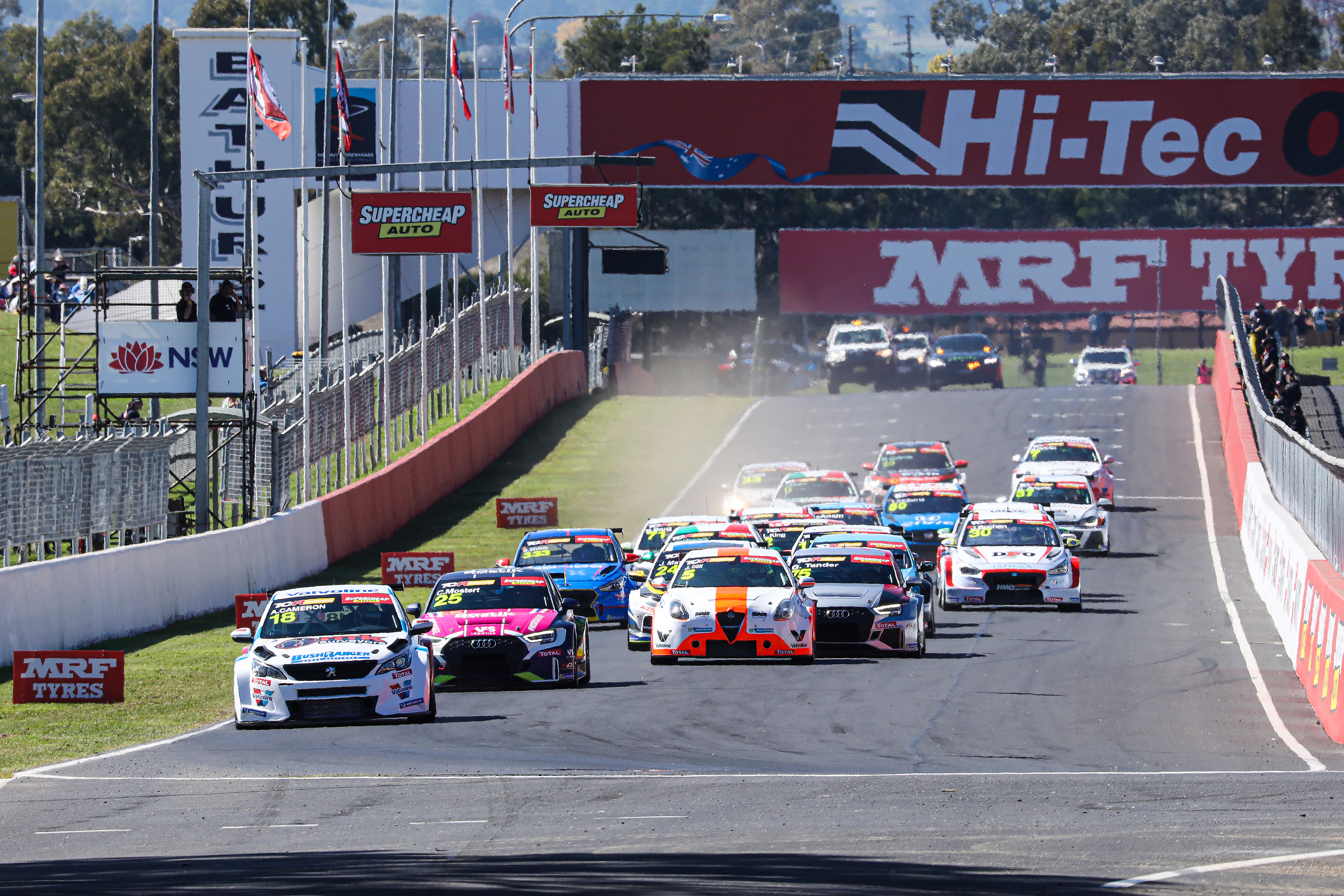
El inicio de la carrera 3 en Mount Panorama. Aaron Cameron lidera sobre Chaz Mostert y Jordan Cox.

| Equipo                       | Auto                            | N.º | Pilotos             | Rondas |
| ---------------------------- | ------------------------------- | --- | ------------------- | ------ |
| MPC Moutai                   | Audi RS3 LMS TCR (2017)         | 2   | Luke King           | Todas  |
| Garry Rogers Motorsport      | Alfa Romeo Giulietta Veloce TCR | 5   | Jordan Cox          | Todas  |
| Valvoline Racing GRM         | Alfa Romeo Giulietta Veloce TCR | 7   | Michael Caruso      | 1–3    |
| Valvoline Racing GRM         | Alfa Romeo Giulietta Veloce TCR | 150 | Michael Caruso      | 4–5    |
| Ashley Seward Motorsport     | Alfa Romeo Giulietta Veloce TCR | 9   | Jay Hanson          | 1–4    |
| Ashley Seward Motorsport     | Alfa Romeo Giulietta Veloce TCR | 10  | Lee Holdsworth      | 1–4    |
| AWC                          | Alfa Romeo Giulietta Veloce TCR | 9   | Jay Hanson          | 5      |
| HMO Customer Racing          | Hyundai i30 N TCR               | 11  | Nathan Morcom       | Todas  |
| HMO Customer Racing          | Hyundai i30 N TCR               | 30  | Josh Buchan         | Todas  |
| HMO Customer Racing          | Hyundai i30 N TCR               | 130 | Duvashen Padayachee | 3–4    |
| Southern Star Truck Services | Volkswagen Golf GTI TCR         | 14  | Lachlan Mineeff     | 2, 4   |
| Purple Sector                | Volkswagen Golf GTI TCR         | 14  | Lachlan Mineeff     | 5      |
| Purple Sector                | Volkswagen Golf GTI TCR         | 78  | Keegan Brain        | 5      |
| Michael Clemente Motorsport  | Honda Civic Type-R TCR (FK7)    | 15  | Michael Clemente    | 1–4    |
| Burson Auto Parts Racing     | Peugeot 308 TCR                 | 17  | Jason Bargwanna     | Todas  |
| Burson Auto Parts Racing     | Peugeot 308 TCR                 | 71  | Ben Bargwanna       | Todas  |
| Team Valvoline GRM           | Peugeot 308 TCR                 | 18  | Aaron Cameron       | 1–3    |
| Team Valvoline GRM           | Peugeot 308 TCR                 | 155 | Aaron Cameron       | 4–5    |
| Mobil 1 Wall Racing          | Honda Civic Type-R TCR (FK7)    | 24  | John Martin         | Todas  |
| MPC Bostik Racing            | Audi RS3 LMS TCR (2017)         | 25  | Chaz Mostert        | Todas  |
| Low Bake Racing GRM          | Renault Mégane RS TCR           | 33  | Dylan O'Keeffe      | Todas  |
| LMCT+ Racing GRM             | Renault Mégane RS TCR           | 34  | James Moffat        | Todas  |
| MPC Astrontech Racing        | Volkswagen Golf GTI TCR         | 37  | Chelsea Angelo      | 2–4    |
| Honda Wall Racing            | Honda Civic Type-R TCR (FK7)    | 50  | Tony D'Alberto      | 1–4    |
| LM Motorsport                | Audi RS3 LMS TCR (2017)         | 97  | Liam McAdam         | 3      |
| Melbourne Performance Centre | Audi RS3 LMS TCR (2017)         | 75  | Garth Tander        | 3      |
| Melbourne Performance Centre | Audi RS3 LMS TCR (2017)         | 75  | Christopher Mies    | 5      |
| Team Soutar Motorsport       | Honda Civic Type-R TCR (FK7)    | 110 | Zac Soutar          | Todas  |
| AH Racing                    | Hyundai i30 N TCR               | 111 | Michael King        | 4      |
| Tilton Racing                | Hyundai i30 N TCR               | 333 | Bradley Shiels      | Todas  |

## Calendario
El calendario fue anunciado el 23 de noviembre de 2020 con siete rondas confirmadas.
| Rnd. | Rnd. | Circuito                                 | Fecha          |
| ---- | ---- | ---------------------------------------- | -------------- |
| 1    | 1    | Symmons Plains Raceway, Launceston       | 25 de enero    |
| 1    | 2    | Symmons Plains Raceway, Launceston       | 26 de enero    |
| 1    | 3    | Symmons Plains Raceway, Launceston       | 26 de enero    |
| 2    | 4    | Circuito de Phillip Island, Isla Phillip | 13 de marzo    |
| 2    | 5    | Circuito de Phillip Island, Isla Phillip | 14 de marzo    |
| 2    | 6    | Circuito de Phillip Island, Isla Phillip | 14 de marzo    |
| 3    | 7    | Mount Panorama, Bathurst I               | 3 de abril     |
| 3    | 8    | Mount Panorama, Bathurst I               | 3 de abril     |
| 3    | 9    | Mount Panorama, Bathurst I               | 4 de abril     |
| 4    | 10   | Sydney Motorsport Park, Sídney           | 1 de mayo      |
| 4    | 11   | Sydney Motorsport Park, Sídney           | 2 de mayo      |
| 4    | 12   | Sydney Motorsport Park, Sídney           | 2 de mayo      |
| 5    | 13   | Mount Panorama, Bathurst II              | 1 de diciembre |
| 5    | 14   | Mount Panorama, Bathurst II              | 3 de diciembre |
| 5    | 15   | Mount Panorama, Bathurst II              | 4 de diciembre |

## Resultados
| Ronda | Ronda | Ronda          | Pole position  | Vuelta rápida   | Piloto ganador               | Equipo ganador               | Resultados |
| ----- | ----- | -------------- | -------------- | --------------- | ---------------------------- | ---------------------------- | ---------- |
| 1     | 1     | Symmons        | Lee Holdsworth | Jordan Cox      | Lee Holdsworth               | Ashley Seward Motorsport     | Resultados |
| 1     | 2     | Symmons        |                | Jordan Cox      | Jordan Cox                   | Garry Rogers Motorsport      | Resultados |
| 1     | 3     | Symmons        | Lee Holdsworth | Jordan Cox      | Garry Rogers Motorsport      |                              | Resultados |
| 2     | 4     | Phillip Island | Chaz Mostert   | Chaz Mostert    | Chaz Mostert                 | Melbourne Performance Centre | Resultados |
| 2     | 5     | Phillip Island |                | Chaz Mostert    | Chaz Mostert                 | Melbourne Performance Centre | Resultados |
| 2     | 6     | Phillip Island | Luke King      | Jason Bargwanna | Burson Auto Parts Racing     |                              | Resultados |
| 3     | 7     | Bathurst I     | Chaz Mostert   | Chaz Mostert    | Chaz Mostert                 | Melbourne Performance Centre | Resultados |
| 3     | 8     | Bathurst I     |                | Chaz Mostert    | Chaz Mostert                 | Melbourne Performance Centre | Resultados |
| 3     | 9     | Bathurst I     | Chaz Mostert   | Chaz Mostert    | Melbourne Performance Centre |                              | Resultados |
| 4     | 10    | Sydney         | Dylan O'Keeffe | Josh Buchan     | Josh Buchan                  | HMO Customer Racing          | Resultados |
| 4     | 11    | Sydney         |                | Josh Buchan     | Josh Buchan                  | HMO Customer Racing          | Resultados |
| 4     | 12    | Sydney         | Lee Holdsworth | Michael Caruso  | Garry Rogers Motorsport      |                              | Resultados |
| 5     | 13    | Bathurst II    | Ben Bargwanna  | Aaron Cameron   | Aaron Cameron                | Garry Rogers Motorsport      | Resultados |
| 5     | 14    | Bathurst II    |                | Jordan Cox      | Jordan Cox                   | Garry Rogers Motorsport      | Resultados |
| 5     | 15    | Bathurst II    | Jordan Cox     | Jordan Cox      | Garry Rogers Motorsport      |                              | Resultados |

## Puntuaciones
Ronda 1 a 4
| Pos.          | 1.º           | 2.º           | 3.º           | 4.º           | 5.º           | 6.º           | 7.º           | 8.º           | 9.º           | 10.º          | 11.º          | 12.º          | 13.º          | 14.º          | 15.º          | 16.º          | 17.º          | 18.º          | 19.º          | 20.º          | 21.º          | 22.º          | 23.º          | 24.º          | 25.º          | 26.º          | 27.º          | 28.º          | 29.º          | 30.º          | 31.º          | 32.º          | 33.º          | 34.º          | 35.º          | 36.º          | 37.º          | 38.º          | 39.º          | 40.º          |
| Clasificación | Clasificación | Clasificación | Clasificación | Clasificación | Clasificación | Clasificación | Clasificación | Clasificación | Clasificación | Clasificación | Clasificación | Clasificación | Clasificación | Clasificación | Clasificación | Clasificación | Clasificación | Clasificación | Clasificación | Clasificación | Clasificación | Clasificación | Clasificación | Clasificación | Clasificación | Clasificación | Clasificación | Clasificación | Clasificación | Clasificación | Clasificación | Clasificación | Clasificación | Clasificación | Clasificación | Clasificación | Clasificación | Clasificación | Clasificación | Clasificación |
| ------------- | ------------- | ------------- | ------------- | ------------- | ------------- | ------------- | ------------- | ------------- | ------------- | ------------- | ------------- | ------------- | ------------- | ------------- | ------------- | ------------- | ------------- | ------------- | ------------- | ------------- | ------------- | ------------- | ------------- | ------------- | ------------- | ------------- | ------------- | ------------- | ------------- | ------------- | ------------- | ------------- | ------------- | ------------- | ------------- | ------------- | ------------- | ------------- | ------------- | ------------- |
| Pts.          | 2             |               |               |               |               |               |               |               |               |               |               |               |               |               |               |               |               |               |               |               |               |               |               |               |               |               |               |               |               |               |               |               |               |               |               |               |               |               |               |               |
| Carrera 1 y 2 |               |               |               |               |               |               |               |               |               |               |               |               |               |               |               |               |               |               |               |               |               |               |               |               |               |               |               |               |               |               |               |               |               |               |               |               |               |               |               |               |
| Pts.          | 40            | 36            | 34            | 32            | 30            | 28            | 26            | 24            | 22            | 20            | 18            | 16            | 15            | 14            | 13            | 12            | 11            | 10            | 9             | 8             | 7             | 6             | 5             | 4             | 3             | 2             | 1             | 1             | 1             | 1             | 1             | 1             | 1             | 1             | 1             | 1             | 1             | 1             | 1             | 1             |
| Carrera 3     |               |               |               |               |               |               |               |               |               |               |               |               |               |               |               |               |               |               |               |               |               |               |               |               |               |               |               |               |               |               |               |               |               |               |               |               |               |               |               |               |
| Pts.          | 50            | 46            | 44            | 42            | 40            | 38            | 36            | 34            | 32            | 30            | 28            | 26            | 25            | 24            | 23            | 22            | 21            | 20            | 19            | 18            | 17            | 16            | 15            | 14            | 13            | 12            | 11            | 10            | 9             | 8             | 7             | 6             | 5             | 4             | 3             | 2             | 2             | 2             | 2             | 2             |

Ronda 5
| Pos.          | 1.º           | 2.º           | 3.º           | 4.º           | 5.º           | 6.º           | 7.º           | 8.º           | 9.º           | 10.º          | 11.º          | 12.º          | 13.º          | 14.º          | 15.º          | 16.º          | 17.º          | 18.º          | 19.º          | 20.º          | 21.º          | 22.º          | 23.º          | 24.º          | 25.º          | 26.º          | 27.º          | 28.º          | 29.º          | 30.º          | 31.º          | 32.º          | 33.º          | 34.º          | 35.º          | 36.º          | 37.º          | 38.º          | 39.º          | 40.º          |
| Clasificación | Clasificación | Clasificación | Clasificación | Clasificación | Clasificación | Clasificación | Clasificación | Clasificación | Clasificación | Clasificación | Clasificación | Clasificación | Clasificación | Clasificación | Clasificación | Clasificación | Clasificación | Clasificación | Clasificación | Clasificación | Clasificación | Clasificación | Clasificación | Clasificación | Clasificación | Clasificación | Clasificación | Clasificación | Clasificación | Clasificación | Clasificación | Clasificación | Clasificación | Clasificación | Clasificación | Clasificación | Clasificación | Clasificación | Clasificación | Clasificación |
| ------------- | ------------- | ------------- | ------------- | ------------- | ------------- | ------------- | ------------- | ------------- | ------------- | ------------- | ------------- | ------------- | ------------- | ------------- | ------------- | ------------- | ------------- | ------------- | ------------- | ------------- | ------------- | ------------- | ------------- | ------------- | ------------- | ------------- | ------------- | ------------- | ------------- | ------------- | ------------- | ------------- | ------------- | ------------- | ------------- | ------------- | ------------- | ------------- | ------------- | ------------- |
| Pts.          | 2             |               |               |               |               |               |               |               |               |               |               |               |               |               |               |               |               |               |               |               |               |               |               |               |               |               |               |               |               |               |               |               |               |               |               |               |               |               |               |               |
| Carrera 1 y 3 |               |               |               |               |               |               |               |               |               |               |               |               |               |               |               |               |               |               |               |               |               |               |               |               |               |               |               |               |               |               |               |               |               |               |               |               |               |               |               |               |
| Pts.          | 50            | 46            | 44            | 42            | 40            | 38            | 36            | 34            | 32            | 30            | 28            | 26            | 25            | 24            | 23            | 22            | 21            | 20            | 19            | 18            | 17            | 16            | 15            | 14            | 13            | 12            | 11            | 10            | 9             | 8             | 7             | 6             | 5             | 4             | 3             | 2             | 2             | 2             | 2             | 2             |
| Carrera 2     |               |               |               |               |               |               |               |               |               |               |               |               |               |               |               |               |               |               |               |               |               |               |               |               |               |               |               |               |               |               |               |               |               |               |               |               |               |               |               |               |
| Pts.          | 40            | 36            | 34            | 32            | 30            | 28            | 26            | 24            | 22            | 20            | 18            | 16            | 15            | 14            | 13            | 12            | 11            | 10            | 9             | 8             | 7             | 6             | 5             | 4             | 3             | 2             | 1             | 1             | 1             | 1             | 1             | 1             | 1             | 1             | 1             | 1             | 1             | 1             | 1             | 1             |

## Clasificaciones

### Campeonato de Pilotos
| Pos. | Piloto              | SYM | SYM | SYM | PHI | PHI | PHI | BAT I | BAT I | BAT I | SMP | SMP | SMP | BAT II | BAT II | BAT II | Pts. |
| ---- | ------------------- | --- | --- | --- | --- | --- | --- | ----- | ----- | ----- | --- | --- | --- | ------ | ------ | ------ | ---- |
| 1    | Chaz Mostert        | 5   | 3   | 2   | 1   | 1   | 18  | 1     | 1     | 1     | 3   | 2   | 6   | 8      | WD     | WD     | 486  |
| 2    | Aaron Cameron       | 4   | 15  | 8   | 6   | 7   | 10  | 2     | 2     | 2     | 9   | 11  | Ret | 1      | 2      | 2      | 453  |
| 3    | Jordan Cox          | 2   | 1   | 1   | 12  | Ret | DNS | 9     | 4     | 3     | 7   | Ret | 7   | 4      | 1      | 1      | 434  |
| 4    | Luke King           | 6   | 4   | 4   | 2   | 2   | 15  | 8     | 10    | 13    | 14  | 7   | 5   | 6      | Ret    | 4      | 426  |
| 5    | John Martin         | 17  | 14  | 13  | 4   | 3   | 4   | 6     | 5     | 5     | 11  | 20  | 12  | 7      | 7      | 9      | 402  |
| 6    | Nathan Morcom       | 9   | 5   | 5   | 19  | 10  | 3   | 18    | 14    | 9     | 5   | 4   | 3   | 11     | 9      | Ret    | 377  |
| 7    | Josh Buchan         | 3   | 6   | 6   | 13  | Ret | 9   | 14    | 11    | 10    | 1   | 1   | 2   | Ret    | Ret    | 10     | 365  |
| 8    | James Moffat        | 10  | Ret | Ret | 11  | 18  | 12  | 16    | 7     | 6     | 2   | 5   | 4   | 5      | 5      | 15     | 351  |
| 9    | Jason Bargwanna     | 11  | 8   | Ret | 7   | 5   | 1   | 11    | 9     | 8     | DSQ | 14  | Ret | 9      | 3      | 5      | 342  |
| 10   | Ben Bargwanna       | 13  | 10  | 14  | 8   | 9   | 6   | 12    | 12    | 17    | 21  | 9   | 8   | 2      | Ret    | 12     | 333  |
| 11   | Michael Caruso      | 12  | Ret | 9   | 17  | 15  | 17  | 15    | DSQ   | 18    | 6   | 3   | 1   | 3      | Ret    | 3      | 326  |
| 12   | Bradley Shiels      | 8   | 7   | 15  | 18  | 11  | 14  | 7     | 8     | 7     | 18  | 13  | 10  | DSQ    | 11     | 8      | 318  |
| 13   | Lee Holdsworth      | 1   | 2   | 3   | 3   | 16  | 19  | 5     | 6     | Ret   | 8   | 8   | 16  |        |        |        | 315  |
| 14   | Tony D'Alberto      | 15  | 9   | 12  | 5   | 4   | 2   | 10    | Ret   | 21    | 4   | 10  | 9   |        |        |        | 290  |
| 15   | Dylan O'Keeffe      | 14  | 11  | 10  | 15  | 14  | 7   | Ret   | 18    | 14    | 10  | 6   | 17  | 10     | Ret    | 13     | 285  |
| 16   | Zac Soutar          | 18  | 12  | Ret | 10  | 8   | 16  | 19    | 13    | 15    | 13  | Ret | 11  | 12     | 12     | 6      | 262  |
| 17   | Jay Hanson          | 7   | Ret | 7   | Ret | 17  | 8   | 4     | Ret   | 11    | 12  | 19  | 14  | Ret    | 8      | DNS    | 240  |
| 18   | Michael Clemente    | 16  | 13  | 11  | 14  | 6   | 5   | 13    | Ret   | 20    | 16  | 12  | Ret |        |        |        | 198  |
| 19   | Lachlan Mineef      |     |     |     | 9   | 12  | 13  |       |       |       | 17  | 16  | 15  | 14     | 6      | 11     | 189  |
| 20   | Chelsea Angelo      |     |     |     | 16  | 13  | 11  | 20    | 17    | 19    | 19  | 15  | 19  |        |        |        | 134  |
| 21   | Garth Tander        |     |     |     |     |     |     | 3     | 3     | 4     |     |     |     |        |        |        | 110  |
| 22   | Duvashen Padayachee |     |     |     |     |     |     | 21    | 15    | 12    | 15  | 17  | 13  |        |        |        | 95   |
| 23   | Keegan Brain        |     |     |     |     |     |     |       |       |       |     |     |     | 13     | 10     | 14     | 69   |
| 24   | Christopher Mies    |     |     |     |     |     |     |       |       |       |     |     |     | WD     | 4      | 7      | 68   |
| 25   | Liam McAdam         |     |     |     |     |     |     | 17    | 16    | 16    |     |     |     |        |        |        | 45   |
| 26   | Michael King        |     |     |     |     |     |     |       |       |       | 20  | 18  | 18  |        |        |        | 38   |
| Pos. | Piloto              | SYM | SYM | SYM | PHI | PHI | PHI | BAT I | BAT I | BAT I | SMP | SMP | SMP | BAT II | BAT II | BAT II | Pts. |

| Color     | Resultado                                                               |
| --------- | ----------------------------------------------------------------------- |
| Oro       | Ganador                                                                 |
| Plata     | 2.ª plaza                                                               |
| Bronce    | 3.ª plaza                                                               |
| Verde     | Finalizó en los puntos                                                  |
| Azul      | Finalizó sin puntos                                                     |
| Azul      | NC - No clasificado                                                     |
| Violeta   | Ret - No terminó (Carrera)                                              |
| Rojo      | DNQ - No se clasificó                                                   |
| Negro     | DSQ - Descalificado                                                     |
| Blanco    | DNS - No empezó (carrera)                                               |
| Blanco    | WD - Retirado (fin de semana)                                           |
| Blanco    | C - Carrera cancelada                                                   |
| Sin color | DNP - Inscrito pero no participó                                        |
| Sin color | INJ - Lesionado                                                         |
| Sin color | EX - Excluido                                                           |
| Estado    | Resultado                                                               |
| Negrita   | Pole position                                                           |
| Cursiva   | Vuelta rápida                                                           |
| †         | Abandona, pero clasifica al completar el porcentaje requerido para ello |